# Дом-музей Чехова (Сумы)
Дом-музей А. П. Чехова (укр. Будинок-музей А. П. Чехова) — музей русского писателя Антона Павловича Чехова (1860—1904) в Сумах (район Луки), расположенный в бывшей усадьбе семьи Линтварёвых, где в период с 1888 по 1889 годы проживал писатель.

## История

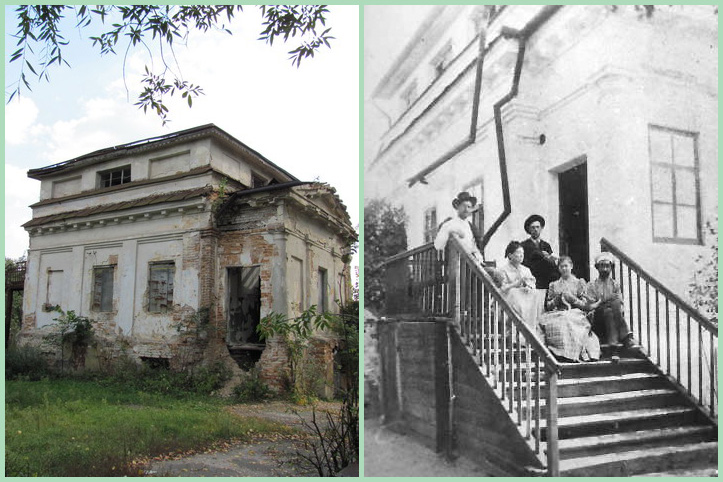
Большой флигель (восточный флигель), в котором жила семья писателя, в 1890 году, когда Чехов совершал путешествие на Сахалин

Здание музея — бывший флигель усадьбы помещиков Линтварёвых, у которых Антон Павлович снимал дачу. Первый раз Чехов приехал в Сумы 6 мая 1888 года, с матерью и сестрой. Последний приезд писателя был в августе 1894 года. Гостями Чехова в его сумском жилище были издатель Алексей Суворин, писатели Казимир Баранцевич и Игнатий Потапенко, поэт Алексей Плещеев, различные друзья и знакомые писателя.
Именно здесь, на Луке, где ныне расположен музей, Чехов принимал больных  и работал над повестью «Скучная история», рассказом "Житейская мелочь"           («Неприятность»), пьесой «Леший» и водевилем "Трагик поневоле". На Луке писатель обогатился впечатлениями, которые использовал в повестях "В овраге", "Черный монах", рассказах «Именины», "Человек в футляре", "Красавицы".
Летом 1889 году в Сумах умер от туберкулёза брат Антона Павловича художник Николай Чехов. Он похоронен на Лучанском кладбище. Могила сохранилась.
Во время Второй мировой войны здесь размещался штаб 293-й стрелковой дивизии, которая формировалась в городе Сумы в июле 1941 года.
Дом-музей А. П. Чехова открыт к 100-й годовщине со дня рождения писателя 29 января 1960 года. Еще в 1950-х годах была установлена мраморная доска с надписью: «В этом доме в 1888—1889 гг. жил и работал великий русский писатель Антон Павлович Чехов».
Сам Антон Павлович так вспоминал о своем пребывании на Сумщине: «Кроме природы ничто не поражает меня так в Украйне, как общее довольство, народное здоровье, высокая степень развития здешнего мужика, который и умён, и религиозен, и трезв, и нравственен, и всегда весел и сыт», «Аббация и Адриатическое море великолепны, но Лука и Псёл лучше».

## Экспозиция
Экспозиция музея, размещённая в пяти комнатах, посвящена пребыванию Антона Павловича Чехова в Украине.
Сердце музея – Чеховский флигель, где разместились литературная и историко-бытовая экспозиции. Заботливо воспроизведена обстановка кабинета Антона Павловича, комнат его брата и матери, гостиной – столовой. Она помогает ощутить присутствие «милой Чехии» (как называл поэт А. Н. Плещеев дружную и приветливую семью Антона Павловича), погрузиться в атмосферу, в которой жили представители либеральной интеллигенции конца XIX века.
К экспонатам, отражающим эпоху, относятся книги, журналы,  фотографии членов семьи Чеховых, Линтваревых, их гостей.
Бесценный раритет – снимок Антона Павловича Чехова 1889 года  на паспорту с автографом – дарственной надписью Наталье Линтваревой.
Органически в интерьер введены солидная резная, уютная «кутаная» и легкая гнутая мебель, картины живописцев ХІХ – начала XX веков.

## Режим работы для посетителей
- Понедельник, вторник, среда, четверг, пятница с 10:00 до 17:00
- Суббота — выходной день
- Воскресенье с 11:00 до 16:00
- телефон для справок: (0542) 25-11-96
- телефон для записи на экскурсии: 0954523410 - Виктор